# Tsū ismeretségi hálózat
A Tsū amerikai alapítású internetes ismeretségi hálózat, amely 2013-ban kezdte meg működését. Létrehozója a Evacuation Complete egy texasi vállalkozás melyet 2008. február 7-én alapítottak. Az oldalhoz alapvetően és az ajánlás szerint meghívón keresztül lehet csatlakozni, de egyéni regisztráció is lehetséges. A Tsū egy japán karakter, kiejtése: "Cöö", jelei: っ づ ッ ヅ. Jelentése "szakszerű ismeretmegosztás, tipp". Elterjedten használják a smiley, a mosolygós arcocska helyettesítésére: ッ

## Története
Az oldal létrehozását Ed O'Bannon és az NCAA (USA Nemzeti Kollégiumi Atlétikai Szövetség) 2009-ben indult pere inspirálta. A per oka az volt, hogy a szövetség korábbi sportolóinak képeit használta reklámozásra, melyből jelentős bevételre tett szert. A Szövetség érvelése szerint az amatórök szövetségének elveivel ütközik a pénzbeli támogatás, míg a bíróság 2014 augusztusi ítélete szerint egy meghatározott juttatás folyósítása a méltányos eljárás.
A működtető cég 2014-es bevétele 7,3 millió $, míg profitja 3,5 millió $ volt.
Eddig legnagyobb népszerűségét 2015 januárjában érte el, amikor globálisan a látogatottsága alapján a legjobb 2000 lap között volt. Aktuális Alexa szint Archiválva 2015. augusztus 20-i dátummal a Wayback Machine-ben
2015 szeptemberétől a Facebook blokkolja és visszamenőleg is törli a TSU oldalra mutató linkeket, indoklása szerint több felhasználó spamként jelölte.
2016. augusztus 2-án üzenet fogadta a felhasználókat. 2016. augusztus 31-ig tölthették le adataikat. Ezt követően az oldal befejezte működését.

## Működése
Az oldal a Facebookhoz hasonló felülettel és szolgáltatásokkal rendelkezik: személyes profil, barátok, követés, hírfolyam, magánüzenetek, tetszik gomb, más üzenetének megosztása, multimédiás tartalmak támogatása, satöbbi. A csoportok jelenleg (2015) fejlesztési stádiumban vannak.
Az általános weboldalaktól és a rivális Facebooktól eltérően a Tsū vállalja a megjelenített reklámokból származó bevételek megosztását az érdekes tartalmak megosztóival. A fenntartási költségekre csak a bevétel 10%-át tartják meg. 90%-ot a egy meghatározott szisztéma szerint kapják az érintettek.
Az oldal a Ruby, Redis, és Cassandra programozási és adatkezelési platformokra épül.